# Georges Buisson
Georges Buisson, né le 2 décembre 1878 à Évreux, dans l'Eure, mort le 31 janvier 1946 à Paris (XVIIIe), est un des « pères fondateurs » de la sécurité sociale, un syndicaliste et un homme politique français.
En 1920, il devient, jusqu'en 1929, le septième secrétaire général de la Fédération CGT des employés et membre de la commission administrative de la CGT. En 1921, il est vice-président de la Fédération internationale des Employés et secrétaire général du Parti républicain-socialiste. Il est secrétaire de la CGT de 1929 à sa mort en 1946. Il est une des figures notables du syndicalisme du Front populaire en 1936 et de la Libération. Membre de l'Assemblée consultative provisoire à Alger puis à Paris, il en est vice-président.

## Biographie

### Origines et débuts
Le père de Georges Buisson est marchand mercier à Évreux, sa mère s'occupe du même commerce. Georges Buisson s'installe à Paris en 1901. Après s'être marié le 20 octobre 1904, il réside rue Doudeauville dans le 18e arrondissement.
Commis en mercerie, puis comptable, Buisson appartient très tôtà la Chambre syndicale des Employés. C'est comme militant politique toutefois qu'il se fait d'abord remarquer. Dès la fin de 1902, il est délégué du groupe socialiste de la Goutte-d'Or au Comité de la Fédération de la Seine du Parti socialiste français. Lors de l'unification de 1905, il ne rejoint pas le Parti socialiste SFIO. En 1911, il est secrétaire général du Parti républicain-socialiste, qui fera bientôt paraître Le Cri républicain socialiste, dont Buisson est le gérant. Puis, il quitte le secrétariat général de ce parti et demeure secrétaire de la Fédération de la Seine. En 1912 et en 1914, il est en concurrence électorale avec la SFIO dans le quartier de la Goute-d'Or. Plus tard, il adhère à ce parti (en 1933 et jusqu'à sa mort, il appartient à la 18e section de la Seine) sans y avoir de responsabilité. Entre-temps il est devenu un responsable syndical de premier plan.

### Responsabilités syndicales nationales à la CGT
En 1908, il est élu secrétaire adjoint de la Fédération nationale des Employés. Cette fédération est déjà ancienne, puisqu'elle a été fondée en 1893 avant même la CGT qu'elle rejoint. Il accomplit pour la CGT de nombreuses missions en province, participant, notamment, à la création des sections d'employés du Syndicat national des travailleurs du Gaz et de la Fédération de l'Éclairage. En 1910, il est élu trésorier de sa Fédération. Après la guerre, qu'il accomplit dans l'infanterie, il accède (en 1920) au secrétariat général de la Fédération générale des syndicats d'employés. L'année suivante, il devient, également, vice-président de la Fédération internationale des Employés, au congrès de Vienne, en Autriche.
Siégeant depuis 1920 à la Commission administrative (CA) de la CGT, il est appelé en 1929 par Léon Jouhaux au Bureau confédéral. Oreste Capocci le remplace au secrétariat de la Fédération des Employés. Buisson devient un spécialiste des problèmes d'Assurances sociales et est l'un des proches collaborateurs de Jouhaux. En 1930, il fait partie de la représentation française au Ve congrès de la Fédération syndicale internationale (FSI), à Stockholm. Par ailleurs, il collabore régulièrement au journal Le Peuple. Avec le retour de l'unité syndicale, Buisson est réélu parmi les huit membres du Bureau confédéral de la CGT au Congrès de Toulouse de mars 1936, confirmé en novembre 1938 au Congrès de Nantes. Comme les anciens "confédérés" de la direction de la CGT, il dénonce le « pacte Staline-Hitler », et se prononce pour l'exclusion de ses collègues communistes du secrétariat de la confédération, Benoît Frachon et Julien Racamond.
En 1940 il se fixe à Lyon, où il entre dans la Résistance. Sa deuxième épouse, Suzanne Buisson, militante socialiste, y est arrêtée durant l'été 1943 par la Gestapo. Elle est déportée en Allemagne où elle meurt. Buisson a rejoint Londres, en avril 1943, pour se mettre au service de la France libre. Il constitue un trait d'union entre la CGT clandestine et le comité de Londres. Bien vite, il est délégué auprès du gouvernement d'Alger, puis délégué de la CGT à l'Assemblée consultative provisoire. Il en est l'un des vice-présidents. Il reprend sa place de secrétaire de la CGT à la Libération. Son décès en janvier 1946 prive Léon Jouhaux d'un de ses proches amis et déséquilibre le Bureau confédéral jusqu'alors paritaire entre les anciens confédérés et les anciens unitaires.
De 1925 à 1939, Buisson est membre du Conseil national économique.

### Un des fondateurs de la sécurité sociale
Avec le projet d'ordonnance du 24 juillet 1945 auquel il participe, repris par la suite dans l'ordonnance officielle du 4 octobre 1945, il peut être considéré parmi les fondateurs de la sécurité sociale en France.

## Source
- Dictionnaire biographique du mouvement ouvrier français, Éditions de l'Atelier.